# نيكي سيلفر
نيكي سيلفر (بالإنجليزية: Nicky Silver)‏ هو مؤلف وكاتب مسرحي أمريكي، ولد في 1960.

## وصلات خارجية
- نيكي سيلفر على موقع IMDb (الإنجليزية)
- نيكي سيلفر على موقع قاعدة بيانات برودواي على الإنترنت (الإنجليزية)